# Tintín al Tibet
Tintín al Tibet (en francès: Tintin au Tibet) és el vintè àlbum de Les aventures de Tintín, la sèrie de còmics del dibuixant belga Hergé. Va ser publicat setmanalment del setembre del 1958 al novembre del 1959 a la Revista Tintín i publicat com a llibre el 1960. Narra la història del jove reporter Tintín en la cerca del seu amic Xang, que, segons les autoritats, ha mort en un accident d'avió a l'Himàlaia. Convençut que en Xang ha sobreviscut, en Tintín guia els seus companys fins a l'altiplà del Tibet. A diferència d'altres històries de la sère, a Tintín al Tibet només hi intervenen uns pocs personatges familiars i, a més, és l'única aventura d'Hergé que no enfronta en Tintín a un antagonista.

## Argument
Durant unes vacances als Alps amb en Milú, el capità Haddock i el professor Tornassol, en Tintín llegeix al diari la notícia d'un accident d'avió a l'Himàlaia. Poc després té un somni en el qual el seu amic Xang, ferit i mig enterrat a la neu, li demana ajuda des d'un avió sinistrat. Preocupat, en Tintín viatja fins a Katmandú amb en Milú i el capità, que es manté escèptic. Amb l'ajuda d'un xerpa comencen un viatge fins al lloc de l'accident. Durant el trajecte es trobaran amb el Ieti i s'aturaran en un monestir mentre han de suportar fortes tempestes de neu.